# The Trouble With Normal
The Trouble With Normal foi uma sitcom americana que durou pouco tempo, sendo transmitida pelo canal ABC entre outubro e novembro de 2000. A série estrelava David Krumholtz, Brad Raider, Jon Cryer, Larry Joe Campbell, e Paget Brewster. A série narrava "as desventuras de quatro jovens paranóicos cujo medo de intrigas leva-os a procurar ajuda de um grupo de terapia comandado pelo terapeuta Claire Garletti (Brewster)."

## História
Possui um total de 13 episódios que foram pedidos pela ABC e completou, no entanto, na rede foi ao ar apenas cinco dos episódios nos Estados Unidos antes da série ser cancelada. Todos os treze episódios foram posteriormente exibidos na Austrália.
Embora itens como fotos do elenco, materiais promocionais, etc. da ABC têm aparecido em leilões on-line, não há mercadoria oficial em relação a série de televisão.
Essa série nunca foi lançada no mercado consumidor. Até o momento, não há planos anunciados para liberar um DVD.